# Sım
Sım è un comune dell'Azerbaigian situato nel distretto di Astara. Conta una popolazione di 582 abitanti.